# Прашка (гмина)
Пра́шка (пол. Praszka) — городско-сельская гмина (волость) в Польше, входит как административная единица в Олесненский повет, Опольское воеводство. Население — 13 876 человек (на 2006 год).

## Демография
| Перепись                       | Всего   | Всего | Женщины | Женщины | Мужчины | Мужчины |
| ------------------------------ | ------- | ----- | ------- | ------- | ------- | ------- |
| Единицы                        | человек | %     | человек | %       | человек | %       |
| Население                      | 13 876  | 100   | 7064    | 50,9    | 6812    | 49,1    |
| Плотность населения (чел./км²) | 135     | 135   | 68,7    | 68,7    | 66,3    | 66,3    |

## Сельские округа
1. Александрув
2. Бжезины
3. Гана
4. Ковале
5. Кузничка
6. Ляховске
7. Просна
8. Пшедмость
9. Росохы
10. Розтерк
11. Скотница
12. Солтысы
13. Строец
14. Токары
15. Шишкув
16. Вежбе
17. Выгелдув

## Соседние гмины
1. Гмина Гожув-Слёнски
2. Гмина Мокрско
3. Гмина Понтнув
4. Гмина Радлув
5. Гмина Рудники
6. Гмина Скомлин